# جيم روت
جيم روت (بالإنجليزية: Jim Root)‏ هو لاعب كرة قدم أمريكية ولاعب كرة القدم الكندية أمريكي، ولد في 17 أغسطس 1931 في توليدو في الولايات المتحدة، وتوفي في 26 مايو 2003.

## وصلات خارجية
- جيم روت على موقع مرجع كرة القدم المحترفة.كوم (الإنجليزية)